# Proposta de Regularização
A Proposta de Regularização de 1978 na Namíbia, elaborada pelo Grupo de Contato Ocidental, determinou que o Grupo de Assistência das Nações Unidas para o Período de Transição na Namíbia (UNTAG), ao abrigo da Resolução 435 do Conselho de Segurança das Nações Unidas, auxiliasse um Representante Especial da ONU nomeado pelo Secretário-geral das Nações Unidas "para garantir a independência rápida da Namíbia através de eleições livres e justas sob a supervisão e controle das Nações Unidas".

## Histórico
Em 1978, o Conselho de Segurança das Nações Unidas concordou com o princípio básico de um processo de independência da Namíbia assistido pela ONU. Mas as disputas permaneceram sobre qual grupo determinaria a independência da Namíbia. Internacionalmente, a divisão sobre a Namíbia era entre, de um lado, a África do Sul, as "entidades internas" da Namíbia, o Grupo de Contato Ocidental (Western Contact Group;  WCG) e, de outro, a SWAPO, a Assembleia Geral das Nações Unidas, os Estados Não Alinhados no Conselho de Segurança e os Estados da Linha da Frente (Tanzânia, Zâmbia, Angola, Moçambique, Botsuana, Zimbábue - desde sua independência em 1980 - e Nigéria).
A missão UNTAG do Secretariado da ONU deveria ser imparcial, embora tanto a África do Sul quanto a SWAPO acusassem a UNTAG de favorecer o outro lado. A Assembleia Geral apoiou a SWAPO financeiramente por muitos anos, incluindo a construção do Instituto das Nações Unidas para a Namíbia na Zâmbia, que foi criado para treinar exilados e refugiados namibianos.

## Estrutura básica
O Grupo de Contato Ocidental levou a África do Sul à mesa de negociações e elaborou três documentos de 1978 que criaram a estrutura básica do mandato de implementação da paz da UNTAG:
1. Proposta de Regularização S/12636 do Grupo de Contato Ocidental de 10 de abril de 1978;
2. Relatório do Secretário-Geral da ONU de 29 de agosto de 1978 (S/12827);
3. Resolução 435 do Conselho de Segurança das Nações Unidas (S/RES/435).

A Proposta de Regularização apelava à realização de eleições livres e justas para preparar o caminho para uma transição para a independência da Namíbia. A proposta incluía o mandato para o Secretário-Geral nomear um Representante Especial, que "terá que se certificar em cada estágio quanto à lisura e adequação de todas as medidas que afetam o processo político em todos os níveis da administração antes que tais medidas entrem em vigor". Além disso, o próprio Representante Especial pode fazer propostas em relação a qualquer aspecto do processo político. Esta resolução colocou o Representante Especial no centro de todas as tomadas de decisão. O diplomata finlandês Martti Ahtisaari foi escolhido para o cargo em 1978, após sua nomeação como Comissário das Nações Unidas para a Namíbia em 1977.
A Proposta de Regularização incluía um cronograma muito específico para a implementação das eleições com certas tarefas que a ONU, o governo sul-africano e a SWAPO tinham que cumprir. As eleições criariam uma “Assembleia Constituinte” independente na Namíbia, que elaboraria uma constituição imediatamente após a sua eleição e depois governaria numa “Assembleia Nacional”.
Várias incertezas foram resolvidas no relatório do UNS-G (S/12827), incluindo a união dos componentes civis e militares da UNTAG sob um Representante Especial. Mas muitas questões ficaram sem solução.

## Dez anos depois
As questões não resolvidas, embora potencialmente dificultassem a operação, na verdade ajudaram o Representante Especial a definir a missão com base nas realidades de 1988 - quando a operação começou - em vez de 1978, quando o acordo foi inicialmente redigido. O Comissário da ONU para a Namíbia, Bernt Carlsson, deveria ter se tornado o Representante Especial após a assinatura dos Acordos de Nova Iorque em 22 de dezembro de 1988, mas foi morto no atentado de Lockerbie em 21 de dezembro de 1988.
O ex-comissário da ONU Martti Ahtisaari, que ajudou a redigir a Proposta de Regularização original, foi, portanto, chamado de volta de uma posição administrativa na Sede da ONU para servir como Representante Especial, a fim de "garantir a independência antecipada da Namíbia por meio de eleições livres e justas sob a supervisão e o controle das Nações Unidas".